# Sveriges damstafettlag i längdskidåkning
Sveriges damstafettlag i längdskidåkning är det lag som representerar Sverige i internationella längdskidåkningstävlingar, bland annat världscupen, världsmästerskap och olympiska vinterspel. För sin olympiska titel 2014 fick laget dela på Victoriastipendiet tillsammans med Sveriges herrstafettlag. Samma år tilldelades laget även Svenska Dagbladets guldmedalj med motiveringen "För sensationellt olympiskt guld, vunnet genom laganda och starka individuella prestationer, krönt av magisk spurt".
Laget blev även olympiska mästarinnor 1960.